# Romain-aux-Bois
Romain-aux-Bois és un municipi francès, situat al departament dels Vosges i a la regió del Gran Est. L'any 2007 tenia 43 habitants.

## Demografia

### Població
El 2007 la població de fet de Romain-aux-Bois era de 43 persones. Hi havia 20 famílies, de les quals 8 eren unipersonals (8 homes vivint sols), 8 parelles sense fills i 4 parelles amb fills.
La població ha evolucionat segons el següent gràfic:
Habitants censats

### Habitatges
El 2007 hi havia 31 habitatges, 21 eren l'habitatge principal de la família, 7 eren segones residències i 3 estaven desocupats. 30 eren cases i 1 era un apartament. Dels 21 habitatges principals, 20 estaven ocupats pels seus propietaris i 1 estava llogat i ocupat pels llogaters; 2 tenien dues cambres, 1 en tenia tres, 14 en tenien quatre i 5 en tenien cinc o més. 13 habitatges disposaven pel capbaix d'una plaça de pàrquing. A 12 habitatges hi havia un automòbil i a 8 n'hi havia dos o més.

### Piràmide de població
La piràmide de població per edats i sexe el 2009 era:
| Homes | Edats   | Dones |
| ----- | ------- | ----- |
| 0     | 95 o +  | 0     |
| 0     | 90 a 94 | 0     |
| 0     | 85 a 89 | 0     |
| 0     | 80 a 84 | 0     |
| 0     | 75 a 79 | 4     |
| 0     | 70 a 74 | 0     |
| 8     | 65 a 69 | 0     |
| 0     | 60 a 64 | 12    |
| 0     | 55 a 59 | 0     |
| 8     | 50 a 54 | 4     |
| 0     | 45 a 49 | 0     |
| 0     | 40 a 44 | 0     |
| 0     | 35 a 39 | 0     |
| 0     | 30 a 34 | 0     |
| 4     | 25 a 29 | 4     |
| 4     | 20 a 24 | 0     |
| 0     | 15 a 19 | 0     |
| 0     | 10 a 14 | 0     |
| 0     | 5 a 9   | 0     |
| 0     | 0 a 4   | 4     |

## Economia
El 2007 la població en edat de treballar era de 25 persones, 18 eren actives i 7 eren inactives. De les 18 persones actives 16 estaven ocupades (8 homes i 8 dones) i 2 estaven aturades (1 home i 1 dona). De les 7 persones inactives 2 estaven jubilades, 2 estaven estudiant i 3 estaven classificades com a «altres inactius».
Activitats econòmiques
L'any 2000 a Romain-aux-Bois hi havia 5 explotacions agrícoles.

## Poblacions més properes
El següent diagrama mostra les poblacions més properes.